# تأثير الظل

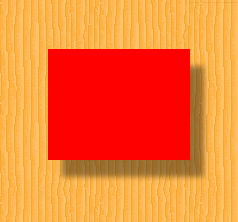
مثال على تأثير الظل، حيث يظهر المستطيل الأحمر يُلقي بظلّه على ما يبدو أنها نسيج خشبي.

تأثير الظل أو إسقاط الظل هو تأثيرٌ بصريّ في التصميم الغرافيكي حيث يسقط ظلّ أسود اللون خلف جسمٍ ما ليعُطي انطباعاً للعين أن الجسم أعلى أو مرفوع عن الكائنات الأخرى أو خلفيّة الرسم. عادةً ما يُستخدم تأثير الظل في واجهة المستخدم الرسومية والنوافذ والقوائم والنصوص البسيطة.
أبسط طريقة لعمل تأثير الظل على جسم ما هو رسم منطقة رمادية أو سوداء أسفل الجسم المراد إسقاط الظل عليه. كما يمكن زيادة واقعيّته بجعله شبه شفّاف وتليين حوافّه.